# Hippolyte Dangbeto
Hippolyte Dangbeto, né le 2 novembre 1969 à Grand-Popo au Bénin, est un joueur franco-béninois de football professionnel, qui évoluait au poste de défenseur.
Il évolue pendant six saisons en première division du championnat de France, d'abord Racing Paris 1, puis au Stade Malherbe Caen de 1990 à 1995, puis en deuxième division pendant quatre saisons. Il dispute également deux finales de coupe de France.
Devenu entraîneur à un niveau amateur, il exerce à Ablis Sainte-Mesme FC Sud 78 puis au Luxembourg (CS Fola Esch, Progrès Niederkorn FC, Racing FC UL, FC Lambersart...). 
Il se consacre par la suite à la promotion de la pratique d'une activité sportive dérivée du football, le « Pro-Training ».

## Carrière
Arrivé en France en 1978, le jeune défenseur de Trappes intègre le centre de formation du Matra Racing en 1984. Il y remporte la coupe Gambardella en 1988 avant de découvrir la première division en février 1989 et de disputer la finale de la coupe de France en mai 1990. 
En 1990, à la suite de la relégation du club parisien, il est recruté par le Stade Malherbe Caen, où il s'impose comme défenseur latéral. Il est à cette époque sélectionné en équipe de France espoirs pour laquelle il compte huit sélections. Il reste finalement cinq saisons en Normandie, et participe notamment à l'aventure européenne du club normand en septembre 1992. Évoluant parfois comme milieu défensif, il quitte Caen à la suite de la relégation du club en 1995.
Il évolue pendant quatre saisons en deuxième division, à Perpignan, Troyes puis Sedan, où il atteint de nouveau la finale de la coupe de France quelques semaines avant de mettre fin à sa carrière professionnelle.
Entre 1999 et 2003, il joue dans sa ville d'origine, à l'Étoile sportive des cheminots de Trappes en Promotion d'Honneur. En 2004, il devient entraîneur-joueur du FC Ablis Ste-Mesme Sud 78, club amateur des Yvelines, où il reste trois ans avant de partir exercer au Luxembourg, au CS Fola Esch, dont il fait encore partie du staff en 2010. Il tente en parallèle de lancer la pratique du « Pro training » (sport dérivé du football).

## Bilan sportif

### Statistiques
Dangebto dispute au cours de sa carrière plus de 200 matchs de Division 1,. Son 1er match en D1 date du 11 février 1989 : Stade lavallois-Matra Racing (4-2).
| Saison    | Club              | Pays | Championnat | Championnat | Championnat | Coupe de France | Coupe de France | Coupe de la ligue | Coupe de la ligue | Coupe d’Europe | Coupe d’Europe | Coupe d’Europe |
| Saison    | Club              | Pays | Div.        | Matchs      | Buts        | M               | B               | M                 | B                 | Comp.          | M              | B              |
| --------- | ----------------- | ---- | ----------- | ----------- | ----------- | --------------- | --------------- | ----------------- | ----------------- | -------------- | -------------- | -------------- |
| 1988-1989 | Matra Racing      |      | D1          | 2           | 0           | 0               | 0               | -                 | -                 | -              | -              | -              |
| 1989-1990 | Racing Paris 1    |      | D1          | 37          | 0           | 5               | 0               | -                 | -                 | -              | -              | -              |
| 1990-1991 | SM Caen           |      | D1          | 37          | 1           | 1               | 0               | -                 | -                 | -              | -              | -              |
| 1991-1992 | SM Caen           |      | D1          | 35          | 1           | 4               | 2               | -                 | -                 | -              | -              | -              |
| 1992-1993 | SM Caen           |      | D1          | 36          | 3           | 3               | 0               | -                 | -                 | C3             | 2              | 0              |
| 1993-1994 | SM Caen           |      | D1          | 34          | 1           | 1               | 0               | -                 | -                 | -              | -              | -              |
| 1994-1995 | SM Caen           |      | D1          | 23          | 0           | 1               | 0               | 2                 | 0                 | -              | -              | -              |
| 1995-1996 | Perpignan FC      |      | D2          | 40          | 0           | 1               | 0               | 1                 | 0                 | -              | -              | -              |
| 1996-1997 | Perpignan FC      |      | D2          | 28          | 1           | 0               | 0               | 1                 | 0                 | -              | -              | -              |
| 1997-1998 | ES Troyes AC      |      | D2          | 35          | 0           | 0               | 0               | 1                 | 0                 | -              | -              | -              |
| 1998-1999 | CS Sedan-Ardennes |      | D2          | 27          | 0           | 3               | 0               | 0                 | 0                 | -              | -              | -              |

### Palmarès
| Racing de Paris - Championnat de France Juniors (1) : - Champion : 1988. - Coupe de France : - Finaliste : 1989-90. |  | CS Sedan Ardennes - Coupe de France : - Finaliste : 1998-99. |